# 野戦鉄道提理部
野戦鉄道提理部（やせんてつどうていりぶ）は、日露戦争戦中から戦後にかけて満洲で鉄道を運営していた組織。大日本帝国陸軍の一部署。
日露戦争中の1904年に設置され、戦中はロシア側より接収した東清鉄道を改修して野戦鉄道に転用、軍事輸送に従事した。戦争終結後はポーツマス条約によってロシア側から譲渡された東清鉄道南部線（のちの南満洲鉄道連京線）や陸軍の敷設した安奉軽便線（のちの南満洲鉄道安奉線）・新奉線（のちの満洲国国有鉄道奉山線の一部）の営業を行い、1907年に南満洲鉄道に業務移譲されるまでの4年間存続した。

## 歴史

### 前史
1894年から翌年にかけての日清戦争は、日本の勝利に終わり、講和条件として日本は賠償金とともに遼東半島の租借を要求した。
しかし日本に中国権益が分割されることに反対し、また北京に対面する遼東半島が日本の影響下に入ることは国益を損失するものとするロシアは、フランス・ドイツと共に遼東半島の返還を日本に要求した（三国干渉）。
当時ロシアは、不凍港を求めての南下政策を採用すると同時に、満洲における権益確保を外交政策としていた。そこで1896年に三国干渉の見返りを求めて李鴻章と交渉、露清密約を締結して満洲北部の鉄道敷設権を獲得した。これにより工事が難航していたシベリア鉄道を満洲内に通過させることが可能となった。また1898年には遼東半島方面への鉄道敷設権も獲得、哈爾浜を中心としたT字型の鉄道網整備が計画された。これらの路線は1903年7月に開通、「東清鉄道」と称された。
当時の国力の差より、三国干渉を受け入れざるを得なくなった日本は、ロシアを仮想敵国とし軍備増強を推進した。またロシアが満洲を占領し、さらに朝鮮半島への進出を窺う動きを見せるなど、日本の権益に脅威となる行動を取ったため、日露両国の対立は深刻化することとなった。
日本側は当初外交交渉による解決を模索したが、朝鮮半島の一部中立化など、日本独立の脅威となる提案をロシア側が示したことから決裂。全面戦争を決断し、1904年2月6日に国交断絶をロシア政府に通告したのである。

### 日露戦争と提理部編成
日露戦争は1904年2月8日、旅順に停泊中のロシア艦隊への奇襲攻撃によって開戦した。島国である日本にとって制海権奪取は戦略上不可欠であり、日露両海軍は遼東半島や朝鮮半島周辺で繰り返し衝突。4月頃になると制海権は次第に日本側のものとなり、中国大陸や朝鮮半島への兵員輸送が大量に行われ、陸軍が作戦を展開することになった。
この際、朝鮮や朝鮮と満洲を連絡する鉄道を建設するとともに、満洲を通過する東清鉄道を、陸軍に対する補給・輸送手段、いわゆる「野戦鉄道」として転用することが考えられた。当時鉄道は、その有する輸送能力の高さから軍事輸送上最重要とされる存在で、各国とも工兵部隊による鉄道敷設を行い、または占領地の鉄道を接収し、野戦鉄道として活用していた。日本もこれにならい、新線建設のみならず既設の鉄道を活用することを計画したものである。
朝鮮半島内や朝満間の鉄道に関しては戦争当初から鉄道敷設が作戦内に含まれ、陸軍の中に設置されていた戦時鉄道の建設・運営を行う「鉄道隊」と称される部隊を「臨時鉄道大隊」として派遣、建設に当たらせることにした。
しかし鉄道隊のみでは建設・運営能力が不足することが予想されることから、1904年4月に大本営は東清鉄道の接収・運営に当たる専門部署を設置することを決定、6月1日に東京で「野戦鉄道提理部」が編成された。提理部は軍と逓信省鉄道作業局（のち帝国鉄道庁）が協力して編成したもので、陸軍の一部署とされた。
日本陸軍は第一軍が朝鮮半島、第二軍が直接遼東半島に上陸し、進軍を開始した。このうち第二軍は先遣部隊が半島を横断し、5月14日に普蘭店へ到着、ロシア側の輸送路を絶つべく東清鉄道を爆破した。この際ロシア側要人が乗車する列車が偶然通過したため射撃を加えたが、赤十字旗を掲出したため攻撃は中止され、ロシア側に大打撃を与える好機を逃すという一件があったものの、ダルニー（のちの大連）や旅順とロシア本国の連絡を分断することに成功している。なおこの爆破により以後ロシア側の列車が普蘭店以南を走行することはなく、この区間は開通からわずか10か月でロシアの手を離れることになった。
やがて第二軍は5月25日から5月26日の南山の戦いでロシア軍に勝利しダルニー一帯を制圧、その先の旅順には乃木希典率いる第三軍が進撃することとなり、第二軍は東清鉄道沿いに北上、ロシア軍の本拠地である遼陽を目指して行軍を開始した。このように次第に満洲では、東清鉄道の接収・利用が出来るように戦線が進み始めた。
これにより野戦鉄道提理部は、6月14日に東京の仮本部からダルニーに移転が決定され、「佐渡丸」に乗船し宇品港（現在の広島港）から出港した。しかし翌6月15日、玄界灘において先行していた輸送船「常陸丸」に追いつこうとしたところ、同船がロシア艦隊の攻撃を受け轟沈（常陸丸事件）、佐渡丸自身も大破の被害を受けた。このために提理部のダルニー入りは7月5日まで遅れ、7月7日にようやく上陸終了となった。なお後送されるはずであった資材は先に到着しており、予定が大幅に狂う結果となった。

### 戦争中の活躍
提理部がダルニーに上陸する頃には、日本軍はロシア軍を各地で撃破、北進を続けるとともに、ロシアの重要戦略拠点である旅順要塞の攻略も目前に迫って来た。
軍事作戦支援のために、提理部は直ちに東清鉄道を接収、野戦鉄道への改修に着手した。最初の改修対象となったのは本線と旅順支線、そして柳樹屯支線であった。作業は改軌が中心で、ロシア標準の1,524 mm軌間で敷設されていたものを、日本標準の1,067 mmにするというものであった。その上で日本より輸送した鉄道車両を用いて、兵器・物資・軍需品といった物資や、部隊・傷病者・捕虜などの人員輸送を行うことにしたのである。
この作業により、7月18日には旅順支線のダルニー-南関嶺-後革鎮堡間が開通、日本より輸送して来たB6形蒸気機関車2両により運転を開始した。
さらに提理部は改修を進め、7月26日には本線・南関嶺-金州間と柳樹屯支線が開通、8月1日には本線・金州-普蘭店間と旅順支線・後革鎮堡-営城子間、8月8日には旅順支線・営城子-長嶺子間、8月12日には本線・普蘭店-瓦房店間、8月24日には本線・瓦房店-龍王廟間が開通し、迅速に改修を進めて行った。これはロシア軍が撤退を一時的なものと考え、再占領した際の鉄道整備作業を考慮し各施設を破壊することなく撤退したことから、簡単に改修を行うことが出来たことが大きな要因である。
日本軍の進撃により、東清鉄道は機関車を北方に避難させ、客車のみが取り残された。しかし提理部は鉄道作業局や当時日本の幹線を構築していた大私鉄から車輛を徴発し輸送していたため、ロシア側の車輛を使用することは一切なかった。
このような状況下、8月19日には旅順攻囲戦が、8月24日には遼陽会戦が開始され、各線は全力を挙げて後方支援を開始するとともに、人力での負傷者輸送などを行ったために、改修は停滞することになる。
9月4日に遼陽が陥落、北部戦線の戦闘が一段落したことから本線および附属支線の接収と改修を再開、9月11日には本線・龍王廟-大石橋間、9月18日には営口支線、9月23日には本線・大石橋-海城間、9月26日には本線・海城-鞍山站間、10月2日には本線・鞍山站-遼陽間と北方に向けて改修が進められた。
この頃になると遼陽から北進した日本軍は、10月9日から10月20日の沙河会戦で膠着状態となり互いに撤兵したのをはじめに、冬季の作戦となったため作戦行動に困難を来し始めた。また戦傷者輸送が実施されたため、提理部の路線改修作業も停滞している。結局10月27日に本線・遼陽-煙台間、10月31日に煙台炭鉱支線を改修しただけで、この年の改修は終了となった。また満洲の激寒が日本人の想像を超えたものであったため、寒さ対策が不充分で機関車が凍結、相次いで列車が運休になるなど鉄道運行の面でも悩まされた。
1905年1月1日に旅順要塞が陥落、乃木希典とアナトーリイ・ステッセリのいわゆる「水師営の会見」の結果、日本軍の旅順入城が可能となったため、1月24日に提理部は旅順支線・長嶺子-旅順間を開通させ、旅順支線を全線開通させるに至った。
なおこれに前後してロシア軍は提理部に接収された鉄道の奪取を目的に反撃を行い、大石橋・営口・海城・鞍山などの駅が攻撃され、線路も橋梁も爆破された。1月12日には営口駅が包囲され、救援に向かった列車も銃撃を受けたが、その被害は軽微であり輸送力に影響を与えるものではなかった。
北部戦線は冬季を迎え作戦行動に影響を与えたこと、そして旅順攻略で兵力が消耗したことにより進軍はきわめて遅いものとなっていた。しかしロシア側もロシア革命の発端ともいえる血の日曜日事件により国内が動揺、満洲への兵員輸送が限定的となっていたことから、日本軍はロシア軍に総力戦を行うことを決定、2月21日に奉天（現在の瀋陽）郊外で激突した（奉天会戦）。
激しい戦闘となった奉天会戦であるが、奉天を包囲されることを嫌ったロシア軍側が戦略的撤退を行い、日本軍は3月10日に奉天を占領。提理部は戦況を見ながら会戦終了前にもかかわらず本線の接収・改修を5か月ぶりに再開し、3月8日に本線・煙台-沙河間、3月18日に本線・沙河-渾河間、4月3日に撫順支線・蘇家屯-李二十寨間、4月24日に本線・渾河-奉天-新台子間、4月28日に本線・新台子-乱石山間が開通した。しかしこれらの区間では会戦と失地回復を念頭におかない撤退をしたロシア軍により蘇家屯附近を始めとして多くの鉄橋や駅舎・設備が破壊されており、復旧はかなりの困難を極めた。
その後、ロシア軍は鉄嶺方面へ撤退したものの、士気が著しく下がって軍紀も乱れ、鉄嶺からさらに奥、哈爾浜まで撤退した。これによりどんどんと提理部の改修も北進し、5月7日には本線・乱石山-鉄嶺間、5月13日には撫順支線・李二十寨-千金寨間が開通した。
陸戦が一段落したことで日露両国の戦闘は海軍が主役となり、5月27日には日本海軍の連合艦隊とロシア海軍のバルチック艦隊が激突している（日本海海戦）。連合艦隊の東郷平八郎は丁字戦法などによりバルチック艦隊を翻弄し一方的勝利を収め、ロシアを和平交渉へと誘導することになった。この後陸上では改修が再開、6月5日には本線・鉄嶺-開原間、7月7日には本線・開原-昌図間、そして8月1日には撫順支線・千金寨-撫順間が開通して撫順支線が全通した。なお軍そのものは本線を双廟子まで占領している。
日本海海戦の後、日本は各作戦には勝利したものの兵力、物資面に欠乏を来たし戦争継続が困難となり、アメリカ合衆国を仲介として和平交渉を推進。9月5日に戦勝国としてロシア側と講和条約であるポーツマス条約を締結した。日本側で交渉に当たった小村寿太郎は東清鉄道について哈爾浜以南の割譲を主張したものの、日本が占領したところまでとするロシア側の主張と対立、結果的に長春にある寛城子駅以南を日本に割譲することになった。ここに日露戦争は終結し、日本は東清鉄道の寛城子以南の部分と、関東州や鉄道附属地の租借権を得た。
講和成立により提理部の改修は一旦停止となり、ロシア軍の撤退と鉄道の正式な引き渡しを待つことになったのである。

### 戦後と安奉軽便線・新奉線編入
陸軍が既に占領していた双廟子から割譲駅である寛城子までの引き渡しは、1905年10月30日からロシア側と協議が行われ、段階的な引渡しが行われることとなった。この計画では双廟子-公主嶺間を第一期線として、さらに四平街で分割して引き渡し、それが終わった後に公主嶺-寛城子間を第二期線として引き渡すことになった。
こうして1906年5月11日に双廟子-四平街間、5月31日に四平街-公主嶺間、8月1日に公主嶺-寛城子間が引き渡された。ただし寛城子駅に関しては、接続方法が明らかでなかったために日露間でもめ、やむなく仮条約で南にあった孟家屯駅までを引き渡すのみに留まった。この問題が解決するのは提理部解散後のことであり、提理部が長春まで鉄道運行を行った実績はない。
これにより、提理部の運行する鉄道は満洲中部までを縦貫する路線となった。またこれに先立つ1905年12月22日に、「満洲善後条約」により清が鉄道権益のロシアから日本への移譲を承認していたため、提理部の鉄道は正式に日本の権益と認められることとなった。
しかし明確な権益の運用方針を政府が示していなかったこともあり、鉄道運営は直ちに別機関へ継承されることなく、運営を継承する会社が設立されるまで暫定的に提理部が管理することになった。
戦後は大規模な改修・整備が行われることとなった。奉天会戦以降、ロシア軍は鉄橋の破壊、線路や枕木の撤去を行っていたため、それらを修理するための大規模工事が行われることとなったのである。1906年9月6日に本線・昌図-双廟子間、10月1日に本線・双廟子-公主嶺間、11月11日に本線・公主嶺-孟家屯間が開通し、現状で使用出来る区間を全て開通させた。
また戦争終結により輸送は兵站輸送から一般輸送に切り替わり、名称のみ「野戦鉄道」としたまま、普通鉄道として運営が始まった。実際には一般輸送は引き渡し完了以前の1905年10月21日より奉天以南で軍事輸送の合間を縫って開始され、11月25日に昌図まで拡張。1906年1月4日に軍事輸送の必要がなくなってからは一般輸送に切り替わっており、それを追認した形となった。
この一般輸送が開始された頃、陸軍より臨時鉄道大隊が建設した安東（現在の丹東）-奉天間の安奉軽便線と奉天-新民屯間の新奉線の業務継承が提案されることとなった。
安奉軽便線は、第一軍が1904年5月1日に鴨緑江会戦に勝利、鳳凰城（現在の鳳城）に進撃した際、手押式の軽便鉄道建設が計画されたものを、将来朝満間の鉄道を連結する必要があるとして、京義線建設を行っていた「臨時鉄道大隊」を7月12日に転任させ、蒸気動力の軽便鉄道として建設開始したものである。11月3日には安東-鳳凰城間、さらに延伸工事が進められ1905年2月11日には鳳凰城-下馬塘間を開業させた後、遼陽に向かう予定であったのを変更し、奉天に向けて工事を開始した。
しかし7月15日になると臨時鉄道大隊は新奉線の工事に転任、建設業務は「臨時軍用鉄道監部」が継承した。そして12月15日には、下馬塘-奉天間を竣工し全通させている。奉天への接続は提理部と協議を重ねた結果、蘇家屯経由ではなく野戦鉄道撫順支線と平面交叉を行い、まっすぐ奉天入りすることになった。
この運営も野戦鉄道提理部と同じように、1906年4月1日から軍需品輸送の合間を縫って、建設した臨時軍用鉄道監部が一般営業を行っていたのであるが、同監部が復員することになったため、既に鉄道事業者として経験を積んでいた提理部に引き継ぐことになったのである。
新奉線もやはり戦中に臨時鉄道大隊によって建設された軽便鉄道であった。終点の新民屯はイギリス資本により清の国鉄として敷設されていた「京奉鉄路」の終着駅で、この鉄道と接続するための路線として建設されたものである。
この鉄道が敷設された一帯には、東清鉄道から一定距離内に鉄道を敷設しない旨の協定があったばかりでなく、日露戦争では清側が中立地帯としたため、本来ならば鉄道建設どころか物資輸送も行うことができなかったが、現実には裏で物資輸送が実施されており、日露ともにこの地域を重要戦略拠点として狙い続けていた。
そして天津方面からの物資輸送を行うことを決定した日本は、1905年2月28日に新民屯を占領、これによりロシア側の京奉線の軍事利用を防止し、その上で京奉鉄路経由で来た貨物を奉天方面に輸送する手押式の軽便鉄道が、現地の中隊によって建設された。これにより4月11日には馬三家-老辺間、4月19日には奉天-馬三家間、4月29日には老辺-高力屯間、4月30日には高力屯-遼河左岸間が開業する。そして7月15日からは建設を臨時鉄道大隊が引き継ぎ、9月には遼河左岸-新民屯間を開通させて全通させるとともに、動力を蒸気に変更したものである。1906年1月4日には、一般営業も開始した。
こうして1906年2月20日に新奉線が、9月1日に安奉軽便線が野戦鉄道提理部の路線とされた。なお軌間は安奉軽便線が762 mm、新奉線が600 mmであったが、新奉線は8月26日に本線と同じ1,067 mmに改軌されている。

### 満鉄発足と提理部解散
日本政府は講和条約により獲得した満洲の鉄道権益について、当初アメリカ合衆国の実業家に売却しようなどと考えたものの、小村寿太郎らの猛反対を受けその善後策について協議が重ねられた。
その結果、半官半民の特殊会社に運営させることが決定し、1906年6月7日に勅令として「南満洲鉄道株式会社設立に関する件」を公布、特殊会社「南満洲鉄道」を設立して、提理部の鉄道業務を継承させることが決定した。
12月7日、東京で設立された南満洲鉄道は、翌1907年3月5日の勅令で本社を大連に移転。そして4月1日、南満洲鉄道に全業務を継承し、野戦鉄道提理部は解散した。
なお設立された南満洲鉄道の初仕事は、軌間が1,067 mmになっていた本線や支線を1,435 mmの標準軌に改軌し、複線化することであった。また急造された安奉軽便線も経路改良と改軌をする必要が発生し、大工事の末改良を終えたのであった。また新奉線はほどなくして京奉鉄路の一部として譲渡されている。

### 年表

#### 野戦鉄道提理部
- 1904年
  - 2月8日 - 日露戦争勃発。
  - 4月 - 大本営、東清鉄道の接収・運営を決定。
  - 6月1日 - 東京で「野戦鉄道提理部」編成[1]。
  - 5月14日 - 日本軍、普蘭店で東清鉄道を爆破[2]。
  - 6月14日 - ダルニー移転のため「佐渡丸」で出港。
  - 6月15日 - 常陸丸事件により佐渡丸大破。
  - 7月5日 - ダルニー上陸開始。
  - 7月7日 - ダルニー上陸終了。東清鉄道の接収・改修開始。
  - 7月18日 - 旅順支線・ダルニー-南関嶺-後革鎮堡間開通[4]。
  - 7月26日 - 本線・南関嶺-金州間、柳樹屯支線開通。
  - 8月1日 - 本線・金州-普蘭店間、旅順支線・後革鎮堡-営城子間開通。
  - 8月8日 - 旅順支線・営城子-長嶺子間開通。
  - 8月12日 - 本線・普蘭店-瓦房店間開通。
  - 8月24日 - 本線・瓦房店-龍王廟間開通。
  - 9月11日 - 本線・龍王廟-大石橋間開通。
  - 9月18日 - 営口支線開通。
  - 9月23日 - 本線・大石橋-海城間開通。
  - 9月26日 - 本線・海城-鞍山站間開通。
  - 10月2日 - 本線・鞍山站-遼陽間開通。
  - 10月27日 - 本線・遼陽-煙台間開通。
  - 10月31日 - 煙台炭鉱支線開通。
- 1905年
  - 1月24日 - 旅順支線・長嶺子-旅順間開通、旅順支線全通。
  - 3月8日 - 本線・煙台-沙河間開通。
  - 3月18日 - 本線・沙河-渾河間開通。
  - 4月3日 - 撫順支線・蘇家屯-李二十寨間開通。
  - 4月24日 - 本線・渾河-奉天-新台子間開通。
  - 4月28日 - 本線・新台子-乱石山間開通。
  - 5月7日 - 本線・乱石山-鉄嶺間開通。
  - 5月13日 - 撫順支線・李二十寨-千金寨間開通。
  - 6月5日 - 本線・鉄嶺-開原間開通。
  - 7月7日 - 本線・開原-昌図間開通。
  - 8月1日 - 撫順支線・千金寨-撫順間開通、撫順支線全通。
  - 9月5日 - ポーツマス条約締結され、日露戦争終結。東清鉄道の寛城子駅以南の割譲を約束される。
  - 10月21日 - 奉天以南で軍事輸送の合間を縫って一般営業開始。
  - 10月30日 - 鉄道引き渡し協議始まる。
  - 11月25日 - 一般営業を昌図まで拡張。
- 1906年
  - 1月4日 - 正式に一般輸送のみに切り替わる。
  - 2月20日 - 新奉線譲受。
  - 5月11日 - 双廟子-四平街間引き渡し。
  - 5月31日 - 四平街-公主嶺間引き渡し。
  - 6月7日 - 「南満洲鉄道」の設立決定。
  - 8月1日 - 公主嶺-寛城子間引き渡し。ただし実際には孟家屯駅まで。
  - 8月26日 - 新奉線を1,067 mmに改軌。
  - 9月1日 - 安奉軽便線譲受。
  - 9月6日 - 本線・昌図-双廟子間開通。
  - 10月1日 - 本線・双廟子-公主嶺間開通。
  - 11月11日 - 本線・公主嶺-孟家屯間開通。
  - 12月7日 - 南満洲鉄道、東京で設立。
- 1907年
  - 3月5日 - 南満洲鉄道、本社を大連に移転。
  - 4月1日 - 南満洲鉄道に業務の全てを引き継いで解散。

#### 安奉軽便線
- 1904年
  - 11月3日 - 「臨時鉄道大隊」により安東-鳳凰城間開業。
- 1905年
  - 2月11日 - 鳳凰城-下馬塘間開業。
  - 7月15日 - 「臨時軍用鉄道監部」が建設・運営を引き継ぐ。
  - 12月15日 - 下馬塘-奉天間開業、全通。
- 1906年
  - 4月1日 - 軍需品輸送の合間を縫って一般営業開始。
  - 9月1日 - 野戦鉄道提理部に譲渡。

#### 新奉線
- 1905年
  - 2月28日 - 日本軍、新民屯を占領。現地中隊により手押式軽便鉄道建設開始。
  - 4月11日 - 馬三家-老辺間開業。
  - 4月19日 - 奉天-馬三家間開業。
  - 4月29日 - 老辺-高力屯間開業。
  - 4月30日 - 高力屯-遼河左岸間開業。
  - 7月15日 - 「臨時鉄道大隊」が建設・運営を引き継ぐ。
  - 9月 - 遼河左岸-新民屯間開通、全通。動力を蒸気に変更。
- 1906年
  - 1月4日 - 一般営業開始。
  - 2月20日 - 野戦鉄道提理部に譲渡。

## 路線
南満洲鉄道の保有する路線＝「社線」に、満洲国国有鉄道奉山線の奉天-新民間を加えたものが、おおよその路線網である。
上述の通り路線はその成立過程上、旧東清鉄道線・安奉軽便線・新奉線に区分される。それぞれの路線データは以下の通り。

### 旧東清鉄道線
- 営業区間：大連-南関嶺-奉天-孟家屯・南関嶺-旅順・大房身-柳樹屯・大石橋-営口・煙台-煙台炭鉱・蘇家屯-撫順
- 路線距離（営業キロ）：835.6 km[5]
- 軌間：1,067 mm
- 複線区間：なし（全線単線）
- 電化区間：なし

大連-孟家屯間は「本線」、南関嶺-旅順間は「旅順支線」、大房身-柳樹屯間は「柳樹屯支線」、大石橋-営口間は「営口支線」、煙台-煙台炭鉱間は「煙台炭鉱支線」、蘇家屯-撫順間は「撫順支線」と呼ばれた。
割譲された本線の区間は書類上は大連-寛城子間となっていたが、実際には既述の通り手前の孟家屯までであった。

### 安奉軽便線
- 営業区間：安東-奉天
- 路線距離（営業キロ）：304 km
- 軌間：762 mm
- 複線区間：なし（全線単線）
- 電化区間：なし

当線の奉天駅は本線の奉天駅とは接続しておらず、街中に存在した。のちに「南奉天」に改称され、路線改良・経路変更とともに廃駅となっている。

### 新奉線
- 営業区間：奉天-新民屯
- 路線距離（営業キロ）：59.8 km[6]
- 軌間：600 mm→1,067 mm
- 複線区間：なし（全線単線）
- 電化区間：なし

路線名に関しては「新民線」もしくは「新民屯線」とする文献もある。当線の奉天駅も本線の奉天駅とは位置が異なっていた。

## ダイヤ・運賃
ダイヤについては戦時の軍用鉄道で、基本的に一般へ供用する鉄道ではなかったため時刻表に掲載がなく、わずかに一般営業を始めて南満洲鉄道に引き継がれる直前の1907年に旧東清鉄道各線が「野戦鉄道」として掲載されているのみである。その他の時期に関しては、社史などに記載がある程度である。
特に旧東清鉄道各線は、戦況や鉄道自体の接収・改修状況によって短い周期でダイヤの変動を繰り返しており、追うのは極めて困難である。

### 旧東清鉄道線
1904年7月18日、最初に旅順支線・ダルニー-南関嶺-後革鎮堡間が開通した際には定期2往復で運転が開始された。所要時間は下り1時間40分、上り1時間30分であった。
7月26日に本線・南関嶺-金州間、柳樹屯支線が開通すると、本線と柳樹屯支線には1往復、旅順支線には2往復の列車が設定された。9月11日に本線が大石橋に達すると、全線6往復の体制となり、9月18日に営口支線が開通するとこちらも6往復とされた。10月2日に本線が遼陽に達すると、本線はダルニー-遼陽間に3往復、営口支線は本線から乗り入れ遼陽-営口間に3往復が設定されたが、柳樹屯支線はしばらく運休となった。
10月26日にはダイヤを改正、本線は列車の種類を変更するとともに、旅順支線には6往復が設定された。10月27日に本線が煙台に達すると遼陽-煙台間に4往復が設定、次いで11月1日に煙台炭鉱支線に2往復が設定された。
11月20日に本線が8往復に増発、営口支線も若干の増発を行った。12月30日にはダルニー-遼陽間・旅順支線・営口支線が7往復に統一された。
1905年1月7日から柳樹屯支線が復活、7往復が設定された。1月23日には柳樹屯支線を6往復とし、営口支線を線内折り返し化、旅順支線・煙台炭鉱支線の列車の種類を変更。1月24日に旅順支線が全通すると、旅順支線が10往復、営口支線が7往復となったが、1月28日には旅順支線は3往復に減便された。この時点での本線のダイヤはダルニー-瓦房店間4往復、瓦房店-大石橋間3往復、大石橋-遼陽間7往復（営口支線乗り入れ含む）であった。
3月11日に本線が沙河まで開通すると、煙台炭鉱支線を2往復に減便、本線の遼陽-沙河間を5往復、柳樹屯支線を7往復とした。3月20日には本線が大連-遼陽間に7往復、遼陽-蘇家屯間に6往復となり、営口支線は7往復、撫順支線は本線から乗り入れ遼陽-孤家子間1往復に変更された。なお4月2日からは柳樹屯支線が、4月3日からは煙台炭鉱支線が列車運転を廃止している。
4月24日に本線が新台子まで開通すると、本線は大連-大石橋間8往復、大石橋-遼陽間14往復、遼陽-新台子間6往復に増便され、撫順支線は本線から乗り入れ遼陽-李二十寨間2往復となった。6月1日には本線を大増発し遼陽以北を16往復に、営口支線は8往復、撫順支線は本線から乗り入れ遼陽-千金寨間4往復となった。5月7日に本線が鉄嶺に達すると、本線では8往復が設定された。5月13日に撫順支線が千金寨まで開通すると、2往復が設定。6月5日に本線が開原まで開通すると、鉄嶺-開原間に6往復が設定された。
7月1日にはダイヤ改正が行われ、大連-鉄嶺間16往復、鉄嶺-開原間6往復とし、営口支線を4往復に減便。7月7日に本線が昌図に達すると開原-昌図間1往復を設定、大連-鉄嶺間は12往復、営口支線は本線から乗り入れ鉄嶺-営口間4往復となった。さらに7月21日には鉄嶺-金溝子間5往復、鉄嶺-昌図間2往復とされた。そして8月21日に大連-鉄嶺間16往復、旅順支線1往復に変更して終戦を迎えた。
9月19日には営口支線が8往復に増便、10月6日には撫順支線に蘇家屯-千金寨間2往復、蘇家屯-撫順間6往復となった。これ以降は戦後の凱旋輸送として軍事輸送に徹することになり、しばらく時刻の変更はない。この時期には本線は大連-鉄嶺間16往復、大連-奉天間2往復、鉄嶺-昌図間4往復となっており、本線では列車が1時間30分ヘッドで走り、完全なネットダイヤをもって全駅で交換を行うなど、単線としてはおよそ最大限の輸送を行っていた。ただし時間は全線で下り32時間半、上り37時間、表定速度10キロ余りと列車の速度は遅かった。
1906年4月11日には大連-昌図間を8往復に減便し、旅順支線を2往復、撫順支線を4往復に変更。10月1日に本線が公主嶺に達すると昌図-公主嶺間に4往復を設定、旅順支線3列車、営口支線7列車とされた。
11月11日に本線が孟家屯に達したため列車を孟家屯まで延長、本線が大連-孟家屯間4往復、大連-鉄嶺間2往復、大石橋-鉄嶺間1往復、公主嶺-孟家屯間1往復、遼陽-奉天間1往復、旅順支線が3往復、営口支線が7往復、撫順支線が3往復となった。そして12月23日に大連-孟家屯間8往復、営口支線8往復に変更したのを最後に、南満洲鉄道に引き継がれた。引き継ぎ時のダイヤは本線が大連-孟家屯間に混合列車2往復と貨物列車6往復、旅順支線が3往復、営口支線が8往復、撫順支線が4往復となっていた。
社史などに記録されている運行本数の変遷は以上の通りであるが、これらの列車が全て旅客を運搬出来る列車であったかどうかは不明である。
1907年4月、満鉄引継直前の時刻表では前年の1906年4月改正の時刻が掲載されており、本線は大連-昌図間が1往復、大連-鉄嶺間が1往復となっていた。下り昌図行が大連9時発→昌図翌日14時23分着、鉄嶺行が大連18時発→鉄嶺翌日19時32分着、上りが鉄嶺11時11分発→大連翌日12時50分着、昌図16時29分発→大連翌日21時50分着と全て夜行であり、全線通すと30時間近くかかった。
旅順支線は大連発11時と20時、旅順発7時20分と16時20分の2往復で、片道3時間を要した。営口支線は大石橋発8時15分と23時35分、営口発6時35分と21時35分の2往復で片道1時間であった。また撫順支線は蘇家屯発15時50分と撫順発10時55分の1往復のみで、片道3時間半がかかっている。
この時刻表の改正が行われた時期には、上述の通りもっと多くの列車が走っていたことから、一般人が便乗することの出来る列車は極めて少なかったことが分かる。
運賃は本線の大連-昌図間が7円70銭、旅順支線の大連-旅順間が1円、営口支線の大石橋-営口間が50銭、撫順支線の蘇家屯-撫順間が1円20銭であった。
小人運賃も定められており、4歳未満は無料、4歳以上12歳未満は半額で、10銭未満の端数は10銭に切り上げて算出した。当初は中国人が普蘭店以北へ乗車するには、兵站で公布された認可書を必要としたが、すぐに廃止された。
等級については南満洲鉄道への引き継ぎ時点では、二等・三等・四等の三等級制が採られていた。四等車は客車ではなく、有蓋車に窓と照明を設置して「三等客車代用車」としたものの別称である。これは労働者など貧困層向けの等級であり、中国の鉄道では広く行われていたものであった。

### 安奉軽便線
当線については敷設途中の時点だけでなく提理部時代にも時刻表に掲載されたことがなく、その実態については不明の点が多い。社史や回顧録、調査書などの記録に頼るほかないのが現状である。
1905年2月11日に下馬塘まで開通した際は3往復で運転が開始されたが、工事資材の運搬のため輸送力増強をはかる目的で6往復に増発。そして9月には工事中の下馬塘から先にも列車を設定し、下馬塘-橋頭間が8往復、橋頭-孟家堡間に12往復が運転されるようになった。
全通後、1906年4月1日に一般旅客の取り扱いを開始した時点では5往復の列車が設定されていたが、8月に4往復になって以降減便が続き、南満洲鉄道への引き継ぎ時には2往復であった。
運賃は当初区間制を用い、1区1円とした。全線は5区に分割されていたため、全線の運賃は5円であった。しかし後に対距離制となり、1マイルあたり3銭の賃率とされた。安奉軽便線の営業マイルは188マイルなので、全線運賃は5円64銭であった。等級については設定がなかった。

### 新奉線
当線については敷設から提理部時代にも時刻表に掲載されたことがなく、また各種記録にもデータがほとんど残されていないため、その実態は安奉軽便線以上に不明である。
記録に残る限りでは、1907年に南満洲鉄道に引き継がれた際の運転本数は4往復で、運賃は全線で1円であった。
なお旧東清鉄道線と異なり、こちらは同じ一般営業でも「乗車」ではなく「便乗」の扱いであった。このため乗車の際には事前に兵站で「便乗許可証」を提出し、引き換えに「便乗券」を発行することになっていた。貨物の場合も事前許可が必要であった。

## 車両
提理部所管の路線が旧東清鉄道線・安奉軽便線・新奉線に分けられるのと同じように、使用されていた車両も軌間が異なることもあってそれぞれの路線群で異なっていた。

### 旧東清鉄道線
本線をはじめとする旧東清鉄道線は軌間1,067 mmに改修され、日本から持ち込まれた車両が使用された。
機関車の多くは逓信省鉄道作業局（のち帝国鉄道庁）や陸軍省が戦争のために国内輸送の増強も兼ねて発注し、その上で供出したものであったが、改修が北へ進むにつれて不足となり、当時の大私鉄である日本鉄道・九州鉄道・山陽鉄道・北海道炭礦鉄道・関西鉄道・北越鉄道からもかなり無理をして供出された。
これらの私鉄供出車は検修も充分ではなく、また突然徴発されたために検修をする暇もなかったばかりか、車両の形式数を増やしてしまい、現場に大きな負担を強いた。なお、関西鉄道からの供出車両については4両であったことが確認されているが形式不明である。
- B6形（359, 361ほか）

のちに鉄道院2120形・ 2400形・2500形となる、車軸配置C1形のタンク機関車である。鉄道作業局から47両、陸軍省から148両の計195両が供出された。日露戦争勃発にともない、両者によって国内輸送力の増強目的で発注された409両から供出されたものである。最初に提理部がダルニー（のちの大連）入りした時は359・361号の2両のみであったが、順次増強。途中で日本に送還されたりして増減を繰り返しながら徐々に数を増やし、最終的に提理部の主力機関車となった。南満洲鉄道発足時には190両が引き渡され、改軌まで稼働していた。
- D10形（242 - 251）

のちに鉄道院5700形となる、車軸配置2B形のテンダー機関車である。鉄道作業局から10両が供出された。1904年末頃に提理部に送られたと考えられている。このうち242号は大破して現地で廃車となっているが、原因については1905年1月12日に営口駅でロシア軍に包囲され、被弾した機関車がこれではないかと市原善積編『南満洲鉄道 鉄道の発展と機関車』では推測されているが詳しいことは不明である。残りの9両は南満洲鉄道に引き継がれることなく、1906年から1907年にかけて日本へ送還されたと見られている。
- F2形（807, 808, 810, 812 - 816, 818 - 824, 830 - 844）

のちに鉄道院9200形となる車軸配置1D形テンダー機関車である。元々は北海道官設鉄道が輸送力増強のために製造計画を行っていたものを、B6形だけでは力不足として提理部向けとして1905年に発注、陸軍省に所属し同省からの供出の形で30両が提理部に入った。同形式が提理部入りした時は終戦となっており、凱旋輸送にもっぱら威力を発揮したと考えられている。南満洲鉄道には全車引き継がれ、改軌まで使用された。
- D3/3形（27 - 29）

のちに鉄道院1850形となる、機関車の不足により、陸軍省によって日本鉄道から供出された車軸配置C形のタンク機関車である。1904年12月から1年間のみ在籍した。
- N3/3形（105 - 108）

のちに鉄道院1960形となる、D3/3形同様、機関車の不足により日本鉄道から供出されたC形タンク機関車である。1904年12月から1年間のみ在籍した。
- D3/4形（60 - 65）

後に鉄道院2100形となる、日本鉄道から供出された車軸配置C1形のタンク機関車である。仕様はB6形とほぼ同一である。戦争勃発後間もない1904年に供出され、終戦後の1906年まで在籍した。
- Db3/6形（201 - 204）

のちに鉄道院3800形となる、日本鉄道から供出された車軸配置2C1形のタンク機関車である。D3/4形とほぼ同時に供出され、一部は一足早く1905年に返還されたが、一部は終戦後の1906年まで在籍した。
- Wt3/4形（54 - 59）

のちに鉄道院7600形となる、日本鉄道から供出された車軸配置1C形のテンダー機関車である。1904年に供出され、終戦後まで在籍した。なおこの形式は炭水車の水槽から出ているパイプがむき出しであったために、現地で凍結を起こしてしまったという。
- 116形（120, 127, 151ほか）

のちに鉄道院5700形となる、九州鉄道から供出された車軸配置2B形のテンダー機関車である。仕様はD10形と同一である。1904年に供出され、1905年以降に返還された。
- 102形

のちに鉄道院2820形となる、九州鉄道から供出された車軸配置1C形のタンク機関車である。1904年に供出、1905年には一足早く返還された。
- 17形（108 - 111）

のちに鉄道院6100形となる、山陽鉄道から供出された車軸配置2B形テンダー機関車である。供出・返還の時期は不明。
- ヌ形（55-57）

のちに鉄道院5700形となる、北海道炭礦鉄道から供出された車軸配置2B形のテンダー機関車。仕様はD10形と同一である。供出の時期については1904年末以降であることは確認出来るが、返還時期は不明
- B形

のちに鉄道院1800形となる、北越鉄道から供出された車軸配置C形のタンク機関車である。供出期間については他の私鉄の機関車とほぼ似たようなものであったと考えられている。
客車については二等車・三等車があり、全て二軸車であった。南満洲鉄道への引き継ぎ時、二等車は15両、三等車は130両在籍した。他に郵便車が12両在籍した。
貨車は有蓋車が1,535両、無蓋車が1,774両、無蓋緩急車が494両在籍した。このうち無蓋緩急車はボギー車であった。なお有蓋車の中には「四等車」とされた客車代用のもの（先述）も含まれていると思われるが詳細不明である。

### 安奉軽便線
安奉軽便線は軌間762 mmの軽便鉄道であり、ここのみの専用車両が使われた。こちらは朝鮮で京釜線を軽便規格で敷設するために製造されて持ち込まれたものを、計画中止により転用したものを始めとし、それ以降は増備されて直接持ち込まれた。
- 小形（1 - 50, 78 - 82）

開業時に入線した車軸配置C形のタンク機関車で、1904年にアメリカのボールドウィン社で製造されたものである。55両投入されたが、そのうち1 - 25号の25両は朝鮮の京釜線の軽便規格での敷設中止によって持ち込まれたものである。タンクはサイドタンク、弁装置は旧式のスチーブンソン式弁装置であった。南満洲鉄道にも引き継がれ、改軌まで使用された。
- 大形（51 - 77）

路線の延長に伴い増備された車軸配置C形のタンク機関車で、1905年にアメリカのボールドウィン社で製造されたものである。27両在籍したが、うち1両は組み立てられないままであった。機関車の重量を増加させて牽引力をかせぐため、運転室の後部に燃料庫が設けられるとともに、サイドタンクを機関車の前面にまで及ぶほど大きく造ってあった。弁装置は旧式のスチーブンソン式弁装置であった。小形と同じく南満洲鉄道にも引き継がれ、1両が工場用の空気圧縮装置に転用されたため、残りの26両が改軌まで使用された。

### 新奉線
新奉線は軌間600 mmの軽便鉄道であり、改軌まで専用車両が用いられた。改軌後は旧東清鉄道線の車両が入った。ただしその形式について詳しいことは分かっておらず、建設した臨時鉄道大隊の保有していた車輛や記録類から以下の形式が使用されていたことが推測され得るにとどまる。
- AB形（1AB - 5AB）

改軌前に使用されていたと考えられる機関車。1901年にドイツのクラウス社で製造されたもので、当時鉄道隊が保有し、臨時鉄道大隊が持ち込んでいた。A・B2両のC形タンク機関車を背中合わせに連結して1両とした「双合機関車」と呼ばれる特殊構造の機関車であった。車輛諸元などについては「日本陸軍鉄道連隊A/B形蒸気機関車」を参照のこと。
- B6形（407, 409, 410）

改軌後に入ったと考えられる機関車。旧東清鉄道線からの転属である。上述「旧東清鉄道線」の節の「B6形」参照のこと。

## エピソード
提理部の路線は全て「野戦鉄道」＝軍用鉄道として運営されたため、通常の鉄道とは周囲の環境がまるで異なっていた。また少ない材料でなるだけ早く建設する必要があったため、どうしても路線そのものが急ごしらえであるほか、保線や車輛保守も行き届かず、運行に従事する人々の苦労も大変なものであった。
- 全線にわたり鉄道信号機や鉄道標識が一切建植されておらず、閉塞方式が票券式であること以外に全く安全対策がはかられていなかった。このために南満洲鉄道に引き継ぎ後、信号機を建植したところ、信号柱に頭をぶつけて社員が殉職する事故が多発した。
- 駅間が非常に長く、列車の速度が表定速度10キロそこそこということもあって一駅走るのに1時間以上かかることもあった。普蘭店-瓦房店間で機関車が故障し立ち往生した際には、当時中間駅がなくすぐに列車の状態を確認できなかったため「消息不明」の状態になってしまい、両駅から騎馬隊を出して安否を確認したことがあった。
- 旅順攻囲戦の際、旅順支線は少しだけ路線を延長して東房身に仮設ホームを設置し、攻略に当たっていた第三軍の背後から支援を行った。定期列車の他に百数十本の臨時列車を出したため、途中駅の第二ダルニー駅ではこれから前線に出る兵士と帰還した兵士でごった返し、緊張と昂奮が渦巻いていた。二十八糎砲を輸送した際には、闇夜に乗じて音も立てず煙も吐かず、ロシア軍のサーチライトを浴びる危険まで冒して輸送を行った。
- 当初ダルニー（のち大連）に上陸して作業を開始した際は、炎天と驟雨に見舞われ、さらに地雷を撤去しながらという悪条件の中作業が行われた。この時には人員不足から上級の職員も加わって重労働に従事し、文字通り提理部総出での工事となった。
- 改軌に当たっては一方の線路を片寄せる方法が使われ、枕木のうち余った約45センチの部分は切り取って燃料とし、効率よく利用した。
- 線路を片寄せる方法を分岐器まで適用したために、分岐器が不安定な状況にあった。そこにただでさえ保守状態の悪い車輛を酷使し、かなり無理に列車を走らせたため、運転不能に陥ったり脱線事故になることも少なくなく、運転関係者を大いに悩ませた。
- 安奉軽便線は急ごしらえの路線であったため、山岳地帯を通過しながら、勾配緩和や曲線緩和がほとんど行われておらず、トンネルすら存在しなかった。最急勾配は30パーミル以上、最小曲線半径30メートルという、通常の鉄道ではまず有り得ない劣悪な線形であった。スイッチバックやループ線を多用しても追いつかないありさまで、列車の速度は4マイル＝約6.4キロしか出なかった。
- 安奉軽便線は線路自体に無理があったため、事故も多かった。脱線や転覆は日常茶飯事であり、脱線の多発地帯にはあらかじめ松の太い丸太を用意しておき、脱線した場合これをてこにして機関車は30分以内、客車や貨車は20分以内に復旧するものとする規則まであった。あまりの事故の多さに「安奉線のマッチ汽車、あっちへ寄っちゃ危ないよ」などと揶揄するはやし歌まで作られた。
- 勾配が連続する安奉軽便線の中でも、鶏冠山-秋木間の黒坑嶺越えと橋頭-孟家堡間の福金嶺越えは特に険しく、列車を分割運転しないと越えることが不可能であり、脱線転覆も多発した。特に黒坑嶺越えでは秋木駅近くの木橋で転覆事故があったという話が広まって以来、ここを通る乗客が一斉に念仏を唱え始めることから「念仏橋」という名前の橋まであった。
- 安奉軽便線では長らく夜行列車の運転がなく、全線乗り通す場合は途中の草河口駅で一泊する必要があった。末期には運転されるようになったが、編成に5トン車5両以内の制限がついていた。
- 安奉軽便線と撫順支線との平面交叉は停車場外であったため、提理部から文句が来て敷設隊長が謹慎にまでなった。結局安奉軽便線側ですぐそばに渾河堡駅という駅を設置、蘇家屯駅と孤家子駅に電話で撫順支線の運転がないことを確認してから列車を運行した。
- 新奉線は地盤軟弱、出水多発、砂塵乱舞と、安奉軽便線とは別の意味で事故を誘うような要素が全て揃った路線であった。このため機関士が事故を怖れて及び腰になり、列車がのろのろ運転となって遅延が日常化していた。
- 新奉線の終点・新民屯の手前にある遼河は、建設時に氾濫を起こして工事を阻害するなど同線にとっては危険をもたらす存在であった。ある冬には遼河の木橋上から、凍結した河に貨物列車が転落、車掌がすんでのところで身をかわし難を逃れたという話がある。
- 新奉線は途中砂漠地帯を通過するため、初夏には季節風のために砂塵が舞い上がって線路が埋まってしまい、乗客と一緒になってシャベルで砂を取り除いたという。あまりにひどい時は機関車での運転を中止し、最初のように手押式で営業を行っていた。